# Slowakische Euromünzen
Die slowakischen Euromünzen sind die von der Slowakei in Umlauf gebrachten Münzen der gemeinsamen europäischen Währung Euro.
Am 25. November 2005 trat die Slowakei dem europäischen Wechselkursmechanismus II zu einem Leitkurs von 1 EUR = 38,4550 SKK bei. Mitte März 2007 wurde der Leitkurs auf 1 EUR = 35,4424 SKK abgesenkt. Eine erneute Absenkung auf 1 EUR = 30,1260 SKK fand am 29. Mai 2008 statt. Der Grund hierfür war der kontinuierliche Anstieg der Slowakischen Krone.
Am 5. April 2008 wurde bekannt, dass die Slowakei einen Beitrittsantrag zur Eurozone zum 1. Januar 2009 stellen wird. Der Beitrittsantrag wurde daraufhin von der EU-Kommission geprüft.
Am 7. Mai 2008 gaben die EU-Kommission und die Europäische Zentralbank bekannt, dass die Slowakei zum 1. Januar 2009 den Euro einführen kann. Diese Entscheidung wurde am 8. Juli 2008 in Brüssel von den Finanzministern der EU offiziell bestätigt. Am 1. Januar 2009 wurde der Euro zu einem Wechselkurs von 1 EUR = 30,1260 SKK offiziell gesetzliches Zahlungsmittel in der Slowakei.

## Umlaufmünzen
Für das Design der neuen Münzen fand ein öffentlicher Wettbewerb statt. Details zu diesem Wettbewerb finden sich auf der Homepage der slowakischen Nationalbank. Er lieferte im Dezember 2005 folgendes Ergebnis:
- Auf den 1-, 2- und 5-Cent-Münzen ist der Berg Kriváň in der Hohen Tatra, entworfen von Drahomír Zobek,[1] zu sehen.
- Der Entwurf der 10-, 20- und 50-Cent-Münzen stammt von Ján Černaj und Pavel Károly.[2] Auf ihnen ist die Burg Bratislava abgebildet.
- Das Staatswappen mit dem byzantinischen Doppelkreuz auf dem Dreiberg, entworfen von Ivan Řehák,[3] ist auf den 1- und 2-Euro-Münzen zu sehen.

Prägestätte der slowakischen Euromünzen ist die traditionsreiche Mincovňa Kremnica in Kremnica.
| 0,01 €                         | 0,02 €              | 0,05 €                                                                        |
| ------------------------------ | ------------------- | ----------------------------------------------------------------------------- |
| 1 Cent Slowakei                | 2 Cent Slowakei     | 5 Cent Slowakei                                                               |
| Berg Kriváň in der Hohen Tatra |                     |                                                                               |
| 0,10 €                         | 0,20 €              | 0,50 €                                                                        |
| 10 Cent Slowakei               | 20 Cent Slowakei    | 50 Cent Slowakei                                                              |
| Burg Bratislava                |                     |                                                                               |
| 1,00 €                         | 2,00 €              | Rand der 2-€-Münze                                                            |
| 1 Euro Slowakei                | 2 Euro Slowakei     |                                                                               |
| Slowakisches Wappen            | Slowakisches Wappen | „Slowakische Republik“ auf Slowakisch, ein Lindenblatt zwischen zwei Sternen. |

Die Linde ist der Nationalbaum der Slowakei.

## 2-Euro-Gedenkmünzen
| Nr. | Bild | Ausgabedatum Bildreferenz | Anlass | Amtsblatt Referenz | Auflage   |
| --- | ---- | ------------------------- | --- | ------------------ | --------- |
| 1   |      | 7. Januar 2009            | Zehnjähriges Bestehen der Wirtschafts- und Währungsunion (WWU) Euro-16-Gemeinschaftsausgabe                                           | [ 5 ] [ 6 ]        | 2.500.000 |
| 2   |      | 10. November 2009         | 20. Jahrestag des Kampfes für Freiheit und Demokratie                                                                                 | [ 8 ] [ 9 ]        | 1.000.000 |
| 3   |      | 10. Januar 2011           | 20. Jahrestag der Gründung der Visegrád-Gruppe                                                                                        | [ 11 ] [ 12 ]      | 1.000.000 |
| 4   |      | 2. Januar 2012            | 10. Jahrestag der Einführung des Euro-Bargelds Euro-17-Gemeinschaftsausgabe                                                           | [ 14 ] [ 15 ]      | 1.000.000 |
| 5   |      | 5. Juli 2013              | 1150. Jahrestag der Byzantinischen Mission durch Konstantin und Method                                                                | [ 17 ] [ 18 ]      | 1.000.000 |
| 6   |      | 1. April 2014             | 10. Jahrestag des Beitritts der Slowakischen Republik zur Europäischen Union                                                          | [ 20 ] [ 21 ]      | 1.000.000 |
| 7   |      | 24. September 2015        | Dreißigjähriges Bestehen der EU-Flagge Euro-19-Gemeinschaftsausgabe                                                                   | [ 23 ] [ 24 ]      | 1.000.000 |
| 8   |      | 23. Oktober 2015          | 200. Geburtstag Ľudovít Štúrs | [ 26 ] [ 27 ]      | 1.000.000 |
| 9   |      | 7. März 2016              | EU-Ratspräsidentschaft 2016 | [ 29 ] [ 30 ]      | 1.000.000 |
| 10  |      | 4. Januar 2017            | 550. Jahrestag des Beginns der Lehrtätigkeit der Universitas Istropolitana                                                            | [ 32 ] [ 33 ]      | 1.000.000 |
| 11  |      | 3. Januar 2018            | 25. Jahrestag der Gründung der Slowakischen Republik                                                                                  | [ 35 ] [ 36 ]      | 1.000.000 |
| 12  |      | 25. April 2019            | 100. Todestag Milan Rastislav Štefániks                                                                                               | [ 38 ] [ 39 ]      | 1.000.000 |
| 13  |      | 11. November 2020         | 20. Jahrestag des Beitritts zur OECD                                                                                                  | [ 41 ] [ 42 ]      | 1.000.000 |
| 14  |      | 26. November 2021         | 100. Geburtstag Alexander Dubčeks | [ 44 ] [ 45 ]      | 1.000.000 |
| 15  |      | 1. Juli 2022              | 35 Jahre Erasmus-Programm Euro-19-Gemeinschaftsausgabe                                                                                | [ 47 ] [ 48 ]      | 1.000.000 |
| 16  |      | 5. Oktober 2022           | 300. Jahrestag des Baus der ersten Dampfmaschine zum Pumpen von Grubenwasser                                                          | [ 50 ] [ 51 ]      | 1.000.000 |
| 17  |      | 2. März 2023              | 100. Jahrestag der ersten Bluttransfusion in der Slowakei                                                                             | [ 53 ] [ 54 ]      | 1.000.000 |
| 18  |      | 11. Oktober 2023          | 200. Jahrestag der Einführung einer fahrplanmäßigen Pferde-Eilpost Wien – Bratislava                                                  | [ 56 ] [ 57 ]      | 1.000.000 |
| 19  |      | September 2024            | 100 Jahre internationaler Košice-Marathon                                                                                             | [ 58 ]             |           |
| 20  |      | Januar 2025               | 100. Jahrestag des ersten internationalen Sportturniers in der Slowakei Eishockey-Europameisterschaft in Starý Smokovec/Štrbské Pleso | [ 59 ]             |           |

## Sammlermünzen
Es folgt eine Auflistung aller Sammlermünzen der Slowakei bis 2021.

### 3,33 Euro
- Material: 99,9 % Silber – Durchmesser: 40 mm – Masse: 31,1 g (1 Unze) – Rand: glatt

| Thema der 3,33-Euro-Münze                              | Ausgabedatum   | Auflage |
| ------------------------------------------------------ | -------------- | ------- |
| Fauna und Flora in der Slowakei – Der Grauwolf         | 22. April 2025 | 6.500   |
| Fauna und Flora in der Slowakei – Der Eurasische Luchs | 22. April 2025 | 6.500   |
| Fauna und Flora in der Slowakei – Der Braunbär         | 22. April 2025 | 6.500   |

### 5 Euro
- Material: Messing MS63 – Durchmesser: 34 mm – Masse: 19,1 g – Rand: geriffelt

| Thema der 5-Euro-Münze                                  | Ausgabedatum       | Auflage |
| ------------------------------------------------------- | ------------------ | ------- |
| Fauna und Flora in der Slowakei – Die Honigbiene        | 22. Juli 2021      | 45.000  |
| Fauna und Flora in der Slowakei – Der Grauwolf          | 14. September 2021 | 35.000  |
| Fauna und Flora in der Slowakei – Die Tatra-Gämse       | 1. Juni 2022       | 45.000  |
| Fauna und Flora in der Slowakei – Der Eurasische Luchs  | 23. August 2022    | 40.000  |
| Fauna und Flora in der Slowakei – Der Braunbär          | 26. Juni 2023      | 40.000  |
| Fauna und Flora in der Slowakei – Der Schwarzstorch     | 20. September 2023 | 40.000  |
| Fauna und Flora in der Slowakei – Der Europäische Bison | 2. Juli 2024       | 50.000  |
| Fauna und Flora in der Slowakei – Das Auerhuhn          | 8. Oktober 2024    | 55.000  |
| Fauna und Flora in der Slowakei – Der Kaiseradler       | 19. Mai 2025       | 55.000  |

### 10 Euro
- Material: 90 % Silber, 10 % Kupfer – Durchmesser: 34 mm – Masse: 18 g – Rand: glatt mit Inschrift

| Thema der 10-Euro-Münze Randschrift | Ausgabedatum       | Auflage | Auflage |
| Thema der 10-Euro-Münze Randschrift | Ausgabedatum       | st      | PP      |
| --- | ------------------ | ------- | ------- |
| 150. Geburtstag von Aurel Stodola KONŠTRUKTÉR – VYNÁLEZCA – PEDAGÓG – (Konstrukteur – Erfinder – Pädagoge –)                                              | 27. April 2009     | 10.100  | 13.300  |
| Die Holzkirchen im slowakischen Teil der Karpaten WORLD HERITAGE – PATRIMOINE MONDIAL (Weltkulturerbe – Weltkulturerbe)                                   | 15. März 2010      | 9.900   | 17.325  |
| 150. Geburtstag von Martin Kukučín PROZAIK – DRAMATIK – PUBLICISTA – (Romancier – Dramatiker – Publizist –)                                               | 3. Mai 2010        | 7.500   | 9.300   |
| Zoborer Urkunden – 900 Jahre NAJSTARŠIE ZACHOVANÉ LISTINY NA SLOVENSKU (Die ältesten hinübergeretteten Urkunden in der Slowakei)                          | 16. März 2011      | 7.300   | 8.950   |
| Memorandum der slowakischen Nation – 150 Jahre Annahme ZA NÁRODNÚ SVOJBYTNOSŤ A ROVNOPRÁVNOSŤ (Für die nationale Eigenständigkeit und Gleichberechtigung) | 17. Mai 2011       | 9.500   | 9.100   |
| 100. Geburtstag von Ján Cikker HUDBA – UNIVERZÁLNA REČ ĽUDSTVA (Musik – Die Universalsprache der Menschheit)                                              | 20. Juli 2011      | 7.900   | 8.900   |
| Paul von Leutschau OD GOTIKY K RENESANCII (von Gotik zur Renaissance)                                                                                     | 24. Mai 2012       | 7.400   | 11.870  |
| 250. Geburtstag von Chatam Sofer – RABÍN – UČENEC – SUDCA – UČITEĽ G (– Rabbiner – Gelehrter – Richter – Lehrer)                                          | 18. Juni 2012      | 5.800   | 7.900   |
| 250. Geburtstag von Anton Bernolak TU MÁTE SLOVO MOJE O REČI VAŠEJ (Hier habt ihr mein Wort über euere Sprache)                                           | 18. September 2012 | 5.200   | 6.950   |
| Nationalbank der Slowakei – 20. Jahrestag der Gründung NBS – CENTRÁLNA BANKA SLOVENSKEJ REPUBLIKY (NBS – Zentralbank der Slowakischen Republik)           | 11. Januar 2013    | 4.100   | 9.150   |
| 300. Geburtstag von Jozef Karol Hell STROJMAJSTER – KONŠTRUKTÉR – VYNÁLEZCA (Maschinenmeister – Konstrukteur – Erfinder)                                  | 24. Mai 2013       | 3.100   | 5.750   |
| Matica slovenská – 150. Jahrestag der Gründung NAJSTARŠIA KULTÚRNA USTANOVIZEŇ SLOVÁKOV (Die älteste kulturelle Institution der Slowaken)                 | 2. August 2013     | 3.450   | 5.950   |
| 150. Geburtstag von Jozef Murgaš PRIEKOPNÍK BEZDRÔTOVEJ TELEGRAFIE (Pionier der Drahtlosen Telegrafie)                                                    | 20. Januar 2014    | 3.400   | 6.300   |
| UNESCO-Weltnaturerbe – Buchenurwälder in den Karpaten WORLD HERITAGE – PATRIMOINE MONDIAL (Welterbe – Welterbe)                                           | 23. März 2015      | 3.300   | 6.200   |
| 200. Geburtstag von Ľudovít Štúr VÝZNAMNÁ OSOBNOSŤ SLOVENSKÉHO NÁRODA (Wesentliche Persönlichkeit der slowakischen Nation)                                | 23. Oktober 2015   | 3.100   | 6.100   |
| 150. Geburtstag von Ladislav Nádaši-Jégé – PROZAIK – PUBLICISTA – LITERÁRNY KRITIK (Prosaist – Publizist – Literaturkritiker)                             | 19. Januar 2016    | 3.200   | 5.600   |
| Slowakische EU-Ratspräsidentschaft 2016 1. JÚL 2016–2031. DECEMBER 2016 (1. Juli 2016 bis 31. Dezember 2016)                                              | 14. Juni 2016      | 2.600   | 5.600   |
| 400. Todestag von Juraj Turzo VIVIT POST FUNERA VIRTUS (Tugenden überleben den Tod)                                                                       | 21. Oktober 2016   | 3.100   | 5.400   |
| 450. Geburtstag von Ján Jessenius – LEKÁR – VEDEC – PRIEKOPNÍK ANATÓMIE (Doktor – Wissenschaftler – Pionier der Anatomie)                                 | 15. November 2016  | 3.050   | 5.450   |
| Weltnaturerbe – Grotten des Slowakischen Karstes WORLD HERITAGE – PATRIMOINE MONDIAL (Welterbe – Welterbe)                                                | 13. Februar 2017   | 3.100   | 5.700   |
| 150. Geburtstag von Božena Slančíková-Timrava PREDSTAVITEĽKA NESKORÉHO LITERÁRNEHO REALIZMU (Vertreter des späten literarischen Realismus)                | 20. September 2017 | 3.100   | 5.400   |
| 1150. Jahrestag der slawischen liturgischen Sprache • Konštantín a Metod • pápež Hadrián II. • Rím (Konstantin und Methodius • Papst Hadrian II • Rom)    | 28. Februar 2018   | 2.900   | 5.900   |
| 300. Geburtstag von Adam František Kollár • VZDELANEC • DVORSKÝ RADCA MÁRIE TERÉZIE ( • Stipendium • Gerichtsrat von Maria Theresa)                       | 13. März 2018      | 2.550   | 4.950   |
| 200. Jahrestag der ersten Fahrt eines Dampfers auf der Donau in Bratislava – VIEDEŇ – BRATISLAVA – BUDAPEŠŤ (Wien – Bratislava – Budapest)                | 22. Mai 2018       | 2.750   | 5.650   |
| 150. Geburtstag von Dušan Samuel Jurkovič OSOBNOSŤ SLOVENSKEJ ARCHITEKTÚRY (Persönlichkeit der slowakischen Architektur)                                  | 10. Juli 2018      | 2.550   | 5.050   |
| Der spontane, gewaltfreie Widerstand der Bürger gegen die Invasion des Warschauer Paktes im August 1968 • 21. AUGUST 1968                                 | 9. August 2018     | 2.850   | 6.650   |
| 100. Jahrestag der Gründung der Tschechoslowakei „Lindenblätter“ als Symbole                                                                              | 23. Oktober 2018   | 3.250   | 7.550   |
| 10. Jahrestag der Einführung des Euro in der Slowakei „Sterne“ als Symbole                                                                                | 8. Januar 2019     | 3.300   | 7.300   |
| 100. Todestag von Milan Rastislav Štefánik VÝZNAMNÁ OSOBNOSŤ SLOVENSKÉHO NÁRODA (Wesentliche Persönlichkeit der slowakischen Nation)                      | 25. April 2019     | 3.650   | 10.000  |
| 100 Jahre Comenius-Universität in Bratislava ● IN UNUM VERTERE ● IN UNUM VERTERE                                                                          | 27. Juni 2019      | 3.100   | 7.300   |
| 150. Geburtstag von Michal Bosák • AMERICKO-SLOVENSKÝ BANKÁR (• amerikanisch-slowakische Bank)                                                            | 10. Oktober 2019   | 3.000   | 6.150   |
| 200. Jahrestag der Ernennung von Alexander Rudnay zum Erzbischof von Esztergom • ALEXANDER RUDNAY – UHORSKÝ PRÍMAS 1819                                   | 5. November 2019   | 3.000   | 6.600   |
| 100 Jahre Slowakisches Nationaltheater • SLOVENSKÉ NÁRODNÉ DIVADLO 1920–2020                                                                              | 28. Februar 2020   | 3.100   | 8.200   |
| 200. Geburtstag von Andrej Sládkovič • KTO LÁSKE A KRÁSE ŽIJE, VEČNE ZOSTANE MLADÝ                                                                        | 30. März 2020      | 2.800   | 6.350   |
| 300. Geburtstag von Maximilian Hell • PRIEKOPNÍK MODERNEJ ASTRONOMICKEJ VEDY                                                                              | 27. Mai 2020       | 2.800   | 6.500   |
| 150. Geburtstag von Stefan Banic • • • ŠTEFAN BANIČ – VYNÁLEZCA PADÁKA                                                                                    | 13. Oktober 2020   | 2.750   | 6.450   |
| 200. Geburtstag von Janko Matuska • AUTOR TEXTU ŠTÁTNEJ HYMNY SLOVENSKEJ REPUBLIKY                                                                        | 19. Januar 2021    | 2.800   | 6.250   |
| 100 Jahre Slowakischer Lehrerchor • DUCH NÁRODA ŽIJE V PIESNI, V ŇOM SA VZNÁŠA K VÝŠINÁM                                                                  | 12. März 2021      | 2.800   | 6.500   |
| 100 Jahre unterirdisches Wasserkraftwerk in Kremnica • ELEKTRINA – NOVÉ ZLATO PRE KREMNICKÝCH BANÍKOV                                                     | 21. April 2021     | 2.600   | 6.200   |
| 50 Jahre Slowakische Bergsteiger auf dem Nanga Parbat • PRVÝ ÚSPECH SLOVENSKÝCH HOROLEZCOV V HIMALÁJACH u                                                 | 8. Juli 2021       | 2.600   | 6.500   |
| 100. Geburtstag von Alexander Dubček • ĽUDSKOSŤ – VLASTENECTVO – DEMOKRACIA                                                                               | 26. November 2021  | 3.900   | 11.100  |
| 200. Geburtstag von Janko Kráľ • SLOVENSKÝ ROMANTICKÝ BÁSNIK A BALADIK                                                                                    | 15. März 2022      | 2.600   | 6.150   |
| 150. Geburtstag von Ľudmila Podjavorinská • SPISOVATEĽKA A AKTIVISTKA MATICE SLOVENSKEJ                                                                   | 22. April 2022     | 2.600   | 6.100   |
| 650 Jahre freie königliche Stadt Skalica • SKALICA – SLOBODNÉ KRÁĽOVSKÉ MESTO – 1372                                                                      | 8. August 2022     | 2.700   | 6.450   |
| 220 Jahre Beginn der slowakischen Auswanderung nach Kovačica • NEMÔŽEME ZAVÁŽIŤ ČÍSELNE, ALE LEN SVOJOU DOBROU KVALITOU                                   | 20. September 2022 | 2.700   | 6.750   |
| 100. Geburtstag von Krista Bendová • AUTORKA OBĽÚBENEJ DETSKEJ LITERATÚRY                                                                                 | 27. Januar 2023    | 2.800   | 6.300   |
| 100. Geburtstag von Viktor Kubal • HUMOR BY NEMAL BYŤ NIKDY AGRESÍVNY                                                                                     | 20. März 2023      | 2.900   | 6.600   |
| 150. Jahrestag der Eröffnung der Dampfeisenbahn zwischen Bratislava und Trnava – ZAČIATOK PARNEJ PREVÁDZKY Z BRATISLAVY DO TRNAVY – 1873                  | 19. April 2023     | 3.200   | 6.950   |
| 100. Jahrestag des Beginns des regelmäßigen tschechoslowakischen Rundfunks • 100 ROKOV ROZHLASOVÉHO VYSIELANIA                                            | 17. Mai 2023       | 3.100   | 7.200   |
| 100. Geburtstag von Ján Chryzostom Korec • TRPITEĽ ZA VIERU • JÁN CHRYZOSTOM KARDINÁL KOREC                                                               | 22. Januar 2024    | 4.050   | 9.350   |
| 100. Geburtstag von Jozef Kroner • SLOVENSKÝ DIVADELNÝ A FILMOVÝ HEREC • SPISOVATEĽ                                                                       | 18. März 2024      | 4.500   | 10.500  |
| 80. Jahrestag des Vrba-Wetzler-Berichts über Auschwitz-Birkenau • NIČ NEPREKONÁ ODVAHU ČLOVEKA POSTAVIŤ SA ZLU                                            | 17. April 2024     | 5.800   | 13.500  |
| 250. Geburtstag von Jozef Dekret Matejovie • PRIEKOPNÍK METÓD OBNOVY LESOV NA SLOVENSKU                                                                   | 22. Mai 2024       | 3.900   | 8.600   |
| 300. Geburtstag von Bruder Cyprian vom Roten Kloster – LEKÁRNIK – LIEČITEĽ – BOTANIK – MAJSTER TISÍCICH REMESIEL                                          | 10. Juni 2024      | 4.050   | 9.150   |
| 80. Jahrestag des Slowakischen Nationalaufstands • JÁN GOLIAN • ZAČNITE S VYSŤAHOVANÍM! • 29. 8. 1944                                                     | 8. August 2024     | 5.500   | 12.300  |
| 150. Geburtstag von Janko Jesenský • AUTENTICKÝ GLOSÁTOR SLOVENSKÉHO MALOMESTSKÉHO ŽIVOTA                                                                 | 7. November 2024   | 4.000   | 8.900   |
| 100. Jahrestag des ersten internationalen Sportturniers in der Slowakei • MAJSTROVSTVÁ EURÓPY V KANADSKOM HOKEJI 1925                                     | 20. Januar 2025    | 5.300   | 12.000  |
| 950. Jahrestag der Gründung der Benediktinerabtei in Hronský Beňadik • ORA ET LABORA – CRUX SACRA SIT MIHI LUX                                            | 17. März 2025      | 4.900   | 10.700  |

### 20 Euro
- Material: 92,5 % Silber, 7,5 % Kupfer – Durchmesser: 40 mm – Masse: 33,63 g – Rand: glatt mit Inschrift

| Thema der 20-Euro-Münze Randschrift | Ausgabedatum       | Auflage | Auflage |
| Thema der 20-Euro-Münze Randschrift | Ausgabedatum       | st      | PP      |
| --- | ------------------ | ------- | ------- |
| Nationalpark Veľká Fatra OCHRANA PRÍRODY A KRAJINY (Natur- und Landschaftsschutz) | 16. Juni 2009      | 9.900   | 12.600  |
| Nationalpark Poloniny OCHRANA PRÍRODY A KRAJINY (Natur- und Landschaftsschutz) | 1. Oktober 2010    | 8.150   | 10.350  |
| Denkmalschutzgebiet Stadt Trnava NAJKRAJŠIE HISTORICKÉ MESTÁ (die schönsten Altstädte)                                                                                                 | 27. September 2011 | 8.150   | 9.950   |
| Denkmalschutzgebiet Stadt Trenčín NAJKRAJŠIE HISTORICKÉ MESTÁ (die schönsten Altstädte)                                                                                                | 19. März 2012      | 5.900   | 7.500   |
| Denkmalschutzgebiet Košice – die Kulturhauptstadt Europas 2013 EURÓPSKE HLAVNÉ MESTO KULTÚRY 2013 (Kulturhauptstadt Europas 2013)                                                      | 25. Februar 2013   | 3.350   | 6.350   |
| Opalschutzgebiet – Dubnicer Opal-Bergwerke CHRÁNENÝ AREÁL DUBNÍCKE BANE – NÁLEZISKO OPÁLOV (Besonderheiten der Natur in der Slowakei)                                                  | 18. Juni 2014      | 2.750   | 5.300   |
| Denkmalschutzgebiet Banská Bystrica NAJKRAJŠIE HISTORICKÉ MESTÁ (Schönste historische Städte)                                                                                          | 30. März 2016      | 2.900   | 5.400   |
| Denkmalschutzgebiet Levoča und 500. Jahrestag der Beendigung des Hauptaltar in der Sankt-Jakobs-Kirche NAJKRAJŠIE HISTORICKÉ MESTÁ (Schönste historische Städte)                       | 15. Mai 2017       | 3.400   | 6.200   |
| Landschaftsschutzgebiet Poľana • OCHRANA PRÍRODY A KRAJINY | 17. September 2020 | 3.000   | 6.750   |
| 100. Jahrestag der Entdeckung der Freiheitshöhle von Demänovská OSOBITOSTI PRÍRODY SLOVENSKA (Anfang und Ende des Textes sind durch die Darstellung einer stilisierten Blume getrennt) | 15. Juni 2021      | 2.700   | 6.450   |
| Landschaftsschutzgebiet Kysuce OCHRANA PRÍRODY A KRAJINY (Anfang und Ende des Textes sind durch die Darstellung einer stilisierten Blume getrennt)                                     | 22. Juni 2022      | 2.700   | 6.300   |
| Landschaftsschutzgebiet Vihorlat | 5. September 2023  | 3.200   | 6.900   |
| Kulturerbestätte Kežmarok | 16. Juni 2025      | 5.000   | 10.800  |

### 25 Euro
- Material: 999er Silber – Durchmesser: 40 mm – Masse: 31,1 g – Rand: glatt mit Inschrift

| Thema der 25-Euro-Münze Randschrift                                                                   | Ausgabedatum   | Auflage | Auflage |
| Thema der 25-Euro-Münze Randschrift                                                                   | Ausgabedatum   | st      | PP      |
| --- | -------------- | ------- | ------- |
| 25. Jahrestag der Gründung der Slowakischen Republik Reliefelemente der Ornamentik des Dorfes Čičmany | 3. Januar 2018 | 3.200   | 6.900   |

### 100 Euro
- Material: 90 % Gold 7,5 % Silber, 2,5 % Kupfer – Durchmesser: 26 mm – Masse: 9,5 g – Rand: geriffelt

| Thema der 100-Euro-Münze                                              | Ausgabedatum      | Auflage PP |
| --------------------------------------------------------------------- | ----------------- | ---------- |
| Die Holzkirchen im slowakischen Teil des Karpatenbogens               | 1. Dezember 2010  | 6.640      |
| Nitraer Fürst Pribina – 1150. Todestag                                | 7. Dezember 2011  | 6.800      |
| Pressburger Krönungen – 300. Jahrestag der Krönung von Karl III.      | 10. Dezember 2012 | 5.200      |
| Pressburger Krönungen – 450. Jahrestag der Krönung von Maximilian II. | 18. November 2013 | 4.300      |
| Rastislav, Fürst von Großmähren                                       | 3. November 2014  | 4.000      |
| UNESCO-Weltnaturerbe – Buchenurwälder in den Karpaten                 | 3. Dezember 2015  | 4.100      |
| Pressburger Krönungen – 275. Jahrestag der Krönung von Maria Theresia | 17. Mai 2016      | 4.300      |
| Weltnaturerbe – Grotten des Slowakischen Karstes                      | 15. November 2017 | 4.250      |
| Pressburger Krönungen – 400. Jahrestag der Krönung von Ferdinand II.  | 19. November 2018 | 4.250      |
| Mojmir I., Fürst von Großmähren                                       | 18. November 2019 | 4.100      |
| Svatopluk II, Prinz von Nitra                                         | 26. November 2020 | 3.950      |
| Immaterielles Kulturerbe in der Slowakei – Die Fujara und ihre Musik  | 18. Oktober 2021  | 3.900      |
| Pressburger Krönungen – 450. Jahrestag der Krönung von Rudolf         | 20. Juli 2022     | 4.200      |
| 1400. Jahrestag der Gründung des Samo-Reiches                         | 14. November 2023 | 5.000      |
| Immaterielles Kulturerbe in der Slowakei – Blaufärbung                | 5. Dezember 2024  | 6.000      |